# Атанас Глъмбочки
Атанас Глъмбочки или Глъбочански (изписване до 1945 година: Йоше Глѫмбочки) е български революционер, ресенски войвода на Вътрешната македоно-одринска революционна организация.

## Биография
Глъмбочки е роден в 1880 година в преспанското село Подмочани, тогава в Османската империя. Влиза във ВМОРО и става ръководител на подмочанския революционен комитет. През Илинденско-Преображенското въстание е войвода на подмочанската чета. По-късно става кмет на селото. Убит е на 16 юли 1926 година от сръбските власти.